# Új történészek
Izraelben, az 1990-es években kapott nagyobb nyilvánosságot, és vált közismertté az ún. „új történészek”, vagy „poszt-cionisták” csoportja. Három kiemelkedő alakjuk Benny Morris (történelmet oktat a Be'er Shevai egyetemen), Ilan Pappé (az angliai Exeter egyetem tanára), és Avi Shlaim (történész, a The Guardianban publikál alkalmanként). Morris "The Birth of the Palestinian Refugee Problem, 1947-1949" című 1987-es kiadású könyve volt az első munkásságuk sorában. Shlaim fogalmazta meg később fő téziseiket, melyek lényege, hogy az eddigi izraeli történetírás az állam születésétől kezdve hibás alapokon nyugszik.
Indokaik:
Nagy-Britannia, a közhiedelemmel ellentétben nem próbálta megakadályozni Izrael létrejöttét, sokkal inkább gátolta az arab-Palesztina megalakulását.
Az arabok nem kizárólag önszántukból hagyták el a brit mandátumterületet (ahogy szerintük azt a „régi történészek” állítják). A kialakult történetírás szerint a zsidók voltak kedvezőtlenebb helyzetben az 1948-as háború kitörésekor; ám mivel az arab államok nem alakítottak ki egységes – Izrael ellenes – álláspontot, ezért ez sem egyértelmű. És az utolsó, egyben aktuálpolitikai állításuk, hogy a jelenlegi palesztinai arab és zsidó konfliktusért elsősorban Izrael a felelős.
E tételekkel szemben, ugyancsak több történész, szakember foglal állást, például: Anita Shapira (Tel-Avivi egyetem professzora), Efraim Karsh (a londoni King's College professzora), Alan Dershowitz (Harvard Law School tanára).
Karsh a Middle East Quarterly tudományos folyóirat 1996. júniusi számában válaszol az "új történészek" addigi egész munkásságára, rámutatva tarthatatlan állításaik fundamentumaira.
Eszerint Shlaim régi mítoszt jár körül, és írja le saját felfedezéseként egy 1995-ös tanulmányában azt, hogy Jordánia és Izrael már előre felosztotta maga között a Palesztina mandátumterületet. A valóságban a zsidó vezetők egy végrehajtható ENSZ határozat érdekében dolgoztak, és Golda Meirnek amúgy sem volt meg a hatásköre egy efféle titkos megállapodás megkötésére. Ellenkezőleg, 1947. november 17-én azt közölte a királlyal, hogy a születendő határozat ellenében semmiféle lépéseket nem hajlandóak tenni.
Miközben Shlaim egy nem létező - Abdallah király és Golda Meir közti - paktum bizonyítékát látja abban is, hogy a britek nem akadályozták meg a Jordán uralkodót területszerzési terveiben, a valóságban ez Bernard Burrows (közel-keleti részleg) saját szavaival épphogy azt jelentette, zöld jelzést adtak arra, hogy akár az ENSZ által kijelölt határokon túl, a születendő zsidó állam rovására is növelhesse Abdallah saját országát. Csak a brit kivonulást ne zavarja a területről, és ne rángassa bele őket egy nemzetközi konfliktusba.
Az „új történészek” mindegyike lényegében határvonalat húz Izrael állam megalakulásánál. Az azt megelőző, és előkészítő több mint fél évszázados eseményeket csak annyiban érintik, amennyiben téziseikhez fel tudják használni. Így a mandátumterületen meglévő – már a 19. század végén jelentkező - zsidóellenes tendenciákról: nyomtatott propagandáról, a halálos áldozatokat is követelő pogromokról (1920-21: Jeruzsálem, Jaffa; 1929: Hebron, Safed; 1936-39: ún. "arab felkelés"), és a második világháború alatt, a jeruzsálemi főmuftinak, Mohammad Amin al-Husayninek a német nemzetiszocialista állammal való kapcsolatáról és a holokausztban játszott szerepéről nem írnak.
Morris 1987-es könyvének egyik alapállítása, hogy a majdani Izrael vezetői már az 1948-as függetlenségi háború előtt elhatározták, hogy etnikai tisztogatást hajtanak végre az arab lakosság körében, és programot készítettek elűzésükre. Bizonyítékként említi a Zsidó Igazgatási Ügynökség 1938. június 7-12. közötti ülését, melyen az megtárgyalta az 1936. november – 1937. január között tevékenykedő angol Peel bizottság jelentését, melynek a brit vezetés adott felhatalmazást a munkára, hogy kiderítse, mi robbantotta ki az arabok felkelését, és tegyen megoldási javaslatot a rendezésre. Ez a bizottság egy arab, egy zsidó és egy brit mandátumterület kialakítását szorgalmazta, valamint lakosságcserét az etnikai feszültségek oldására.  Morris erről tudatosan hallgat, és az egészet a zsidó vezetés által kitalált „etnikai tisztogatási” tervnek állítja be.
Tézisének alátámasztására megjelöli Dávid Ben-Gúrión egy tíz évvel későbbi – 1947. december 3-án, négy nappal az ENSZ Közgyűlés 181-es számú felosztási határozatának kihirdetését követően – a Mapai támogatói előtt elhangzott beszédét:
"A területen, melyet a Zsidó Államnak jelöltek ki több mint 520 000 zsidó él (leszámítva a Jeruzsálemben lakókat, akik szintén állampolgárságot nyernek) és körülbelül 350 000 nem zsidó, majd’ mindegyikük arab. A jeruzsálemi zsidókat is számítva, a születendő állam lakossága nagyjából egy millió fő, amiből 40 százalék nem zsidó. Ez a számarány nem biztosít erős alapot egy Zsidó Államnak: és ezt a tényt éles valójában látnunk kell. Egy ilyen összetétellel, még az sem állítható teljességgel, hogy a kormányzatban zsidó többség lesz… Addig nem lesz stabil és erős Zsidó Állam, amíg a zsidók többsége csak 60%-os, és amíg ez a többség csak 600 000 fő.
Egy új kihívással találtuk szemben magunkat – sorsunk saját alakítóivá válhatunk. Ez új hozzáállást igényel, az élettel kapcsolatos minden kérdésünkre. Újra kell vizsgálnunk minden szokásunkat és cselekvési rendszereinket, aszerint, hogy milyen mértékben vannak összhangban új jövőnkkel. Államként kell gondolkodnunk, a függetlenség nyelvén, teljes felelősséggel magunk és mások iránt."
Morris azonban nem idézi a teljes szöveget. Úgy manipulál vele, hogy az hallatsszék ki belőle: a leendő államfő el akarja űzni az arab lakosságot, nem pedig az európai zsidóság bevándorlását szorgalmazza. Az utolsó gondolatot – "… teljes felelősséggel magunk és mások iránt" – mellőzi.
Morris érdemben nem volt képes cáfolni Karsh tényeit, (noha a Middle East Quarterly részéről megadták neki a lehetőséget) ellenben 2004-ben kiadta a "The Birth of the Palestinian Refugee Problem Revisited" című művét, ami ugyancsak hemzseg a már ismert torzításoktól, és bizonyíthatatlan állításoktól.
Shlaim (A vasfüggöny: Izrael és az arab világ 1948 óta, 2001) és különösen Pappé (The Ethnic Cleansing of Palestine, 2006) hoz fel példákat az etnikai tisztogatásra, hogy az újonnan megalakult Izrael erői miképp kényszerítették településeik elhagyására az arab lakosságot. E szerzők két alapvető tényt nem említenek: először is, hogy 1948. május 14-ét követően, négy arab állam (Libanon, Szíria, Irak és Egyiptom) azonnal megtámadta az ENSZ határozatban előírtak szerint létrejött Izraelt. Tehát, háborús helyzet alakult ki. Másodszor, tudomást sem akarnak venni arról, hogy a 181-es határozat elfogadása és a Zsidó Állam kikiáltása között eltelt öt hónap alatt 1256 zsidót mészároltak le arabok, szerte a mandátum területén.  Gyakorta a zsidó településekkel szomszédos falvakból indultak ki ezek a támadások, így potenciálisan veszélyforrássá váltak azok a háború alatt.
Teddy Katz, Pappé egyik tanítványa a Haifai Egyetemen, diplomamunkáját az izraeli hadsereg által 1948. május 22-23-án Tantura arab faluban elkövetett "mészárlásáról" írta. Azt követően, hogy kutatását az egyik izraeli napilap is leközölte, a települést elfoglaló Alexandroni dandár veteránjai rágalmazás címén beperelték őt, és a 2000. decemberi tárgyaláson Katz „bizonyítékai” sorra megbuktak. Két nap bizonyítási eljárást követően Katz visszavonta állításait.  Mindezek ellenére Pappé 2006-os kiadású könyvében megtörtént esetként mutatja be a „tanturai tisztogatást”.
Hogy a palesztinai arab lakosság nem kizárólag a többi arab állam felhívására hagyta el otthonát, hanem a háború elől is sokan menekültek el, azt már jóval az „új történészek” előtt is leírták.  Morris, Shlaim és Pappé viszont éppen történelemhamisítást művel, amikor ezt "etnikai tisztogatásnak" állítja be.
Az „új történészek” mozgalmában egy törés következett be 2000 szeptemberében, a második intifada kitörésekor.
Míg Pappé ekképp nyilatkozott az események alakulásáról: "Én teljes mértékben támogatom [a második intifádát], és úgy tekintek rá, mint egy népszerű mozgalomra, melynek célja, hogy megakadályozza a béke folyamatot, ami egyszer és mindörökre elpusztítaná Palesztinát." Morris vele szemben, nem tartotta elfogadhatónak az arab terrort. Az ún. "Pappé-Morris" vita során mindkét fél kölcsönösen megvádolta a másikat hozzá nem értéssel. Morris a New Republic (amerikai politikai magazin) hasábjain hívta fel a figyelmet néhai eszmei társa ténybeli torzításaira, Pappé pedig az Electronic Intifada honlapján válaszolt neki.
Az „új történészek” mozgalmának tömör, és árulkodó lényegét legjobban mégis maga Ilan Pappé fogalmazta meg, egy 1999-es interjúban. Szerinte: "Izraelben és Palesztinában mindenkinek van ideológiai programja. A küzdelem valójában az ideológiáról, nem a tényekről szól. Ki tudja, hogy mik is a tények? Mi megpróbálunk meggyőzni annyi embert, amennyit lehetséges arról, hogy a tényeknek általunk való értelmezése a helyes, és ezt ideológiai okokból tesszük, nem azért, mert igazságkeresők vagyunk."